# Аліна
Алі́на — жіноче особове ім'я, що запозичене у XX столітті із західноєвропейських мов. Як повідомляє прес-служба Державної реєстраційної служби України, ім'я Аліна входить до списку найпопулярніших імен, якими називають новонароджених (Київ, 2013).

## Походження
Є декілька версій походження імені:
- За основною, ім'я Аліна (Alina) є формою імені Аделіна (Adelina)[2], що, в свою чергу, походить від французького Adeline, що бере початок від давньонімецького Адела (Adela), яке є скороченню формою давньонімецького імені Адельгайд (Adelheid). Тому можна скласти таку генеалогічну схему: Adelheid → Adela → Adeline → Adelina → Alina → Аліна.
- В «Оксфордському словнику особових імен» припускається, що Alina має арабські корені і походить від слова зі значенням «шляхетний», «популярний». Додавалось ще те, що у Шотландії це ім'я використовують як жіночу форму чоловічого «Алістер» (Alistair).
- У «Словнику російських особових імен» Петровського є версія походження цього імені від імен Акилина або Альбіна, як скороченої форми, яка стала самостійним іменем.
- Є версія, де це ім'я означає «інша, чужа» у перекладі із латинської[3][неавторитетне джерело].
- Не виключений зв'язок із католицьким канонічним ім'ям «Алена» (Alena), у цьому разі воно має кельтське походження і є жіночою формою одного з варіантів імені Алан[2].

## Іменини
Оскільки ім'я Аліна є похідною формою від інших імен, іменинами за католицьким календарем в нього є дні Ангела для таких жіночих імен, як Аделіна (20 жовтня), Адела (23 листопада, 24 грудня), Алена (17 червня). У православній традиції ці імена не є канонічними.

## Відомі носійки
- Аліна Михайлівна Гросу (нар. 1995) — українська естрадна співачка, на професійній сцені з 4 років.
- Аліна Миколаївна Коробко (нар. 1947) — українська концертно-камерна співачка, народна артистка України, викладач, професор.
- Аліна Маратівна Кабаєва (нар. 1983) — російська художня гімнастка. Дочка футболіста Марата Вазиховича Кабаєва.
- Аліна Думітру (нар. 1982) — румунська дзюдоїстка, олімпійська чемпіонка.
- Аліна Петрівна Ведмідь (1940—2008) — українська політична діячка.
- Аліна Іванівна Комарова (нар. 1938) — український філософ та громадська діячка.
- Аліна Іванівна Комащук (нар. 1993) — українська фехтувальниця.
- Аліна Олегівна Коміссарова (нар. 1971) — українська скрипалька. Дочка хорового диригента й педагога Олега Вадимовича Комісарова.
- Аліна Яновська (1923—2017) — польська актриса.
- Аліна Іванівна Паш (нар. 1993) — українська співачка. У своїх піснях поєднує етнокультуру та сучасні мотиви, зокрема, хіп-хоп.
- Аліна Віталіївна Шинкаренко (нар. 1998) — українська плавчиня-синхроністка, бронзова призерка літніх Олімпійських ігор 2020 року.
- Аліна Ільназівна Загітова (нар. 2002) — російська фігуристка.

## Музичні твори
- Пісня «Аліна» — Діма Карташов.
- Пісня «Аліна» — Потап і Настя Каменських.
- Пісня «Аліна» — Мурат Насиров.

## Літературні твори
- «Аліна й Костомаров» — роман Віктора Петрова.
- «Аліна, королева Голконди» — роман Ж. С. Буфле.
- Аліна — героїня твору Юрія Яновського «Чотири шаблі».

## Інше
- Аліна — річка на Сході Сибіру.
- «Аліна» — український жіночий футбольний клуб з Києва.
- 266 Алі́на (266 Aline) — астероїд головного поясу, який було відкрито у Відні Йоганном Палізою 17 травня 1887.